# Arena van Nîmes
De Arena van Nîmes (Frans: Les Arènes de Nîmes) is een goedbewaard amfitheater in Nîmes in Zuid-Frankrijk, gebouwd tussen 50 en 100 na Chr. en geïnspireerd op het Colosseum in Rome.
Het bouwwerk is 133 bij 101 m groot. De arena is 69 bij 38 m. De ovale arena werd met een hoge muur afgezet.
Aan de buitenkant zijn twee niveaus van zestig bogen elk te onderscheiden; voor de zestig ronde booggewelven bevindt zich op de begane grond een rij stevige Toscaanse pilasters. Op de verdieping daarboven ligt de nadruk op de Toscaanse zuilen op hoge piëdestals of voetstukken. Van de attiek, staand vlak op de kroonlijst, daarboven resteren alleen nog brokstukken.
Binnen bood deze arena plaats aan 24.000 toeschouwers verdeeld over 34 tribunes, die konden plaatsnemen in vier zones die samenhingen met de sociale status van de kijkers. Toegang tot de Arena was gratis, wat betekent dat zowel arme als rijke burgers konden genieten van de spelen.
Tegenwoordig worden er stierengevechten, concerten en voorstellingen in de arena gegeven, enkele concerten van bekende muzikanten zijn Metallica en Rammstein.

## Trivia
De arena is ontworpen voor gladiatorengevechten, maar werd in de Middeleeuwen verbouwd tot een versterkt dorp en had tot 1812 twee kerken, een klein kasteeltje en circa 220 huizen.
Bezoekers kunnen bij bezoek aan de arena gebruikmaken van een audiotour in meerdere talen. In 2018 werd naast de arena het Musée de la Romanité geopend.

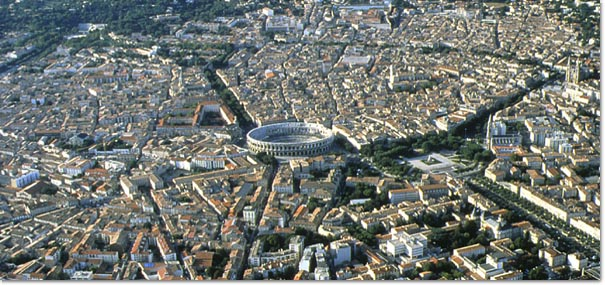
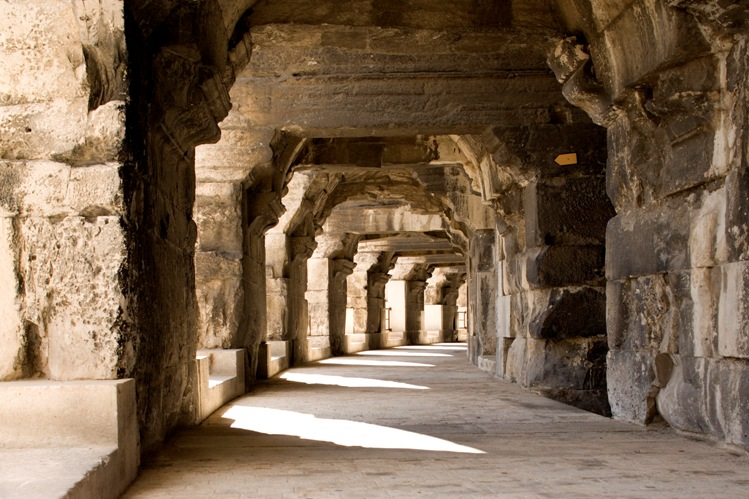